# Adrian Nastasiu
Adrian Nastasiu (n. 10 octombrie 1951, București, România) este un fost jucător român de polo pe apă. A concurat la Jocurile Olimpice de vară din 1976 și la Jocurile Olimpice de vară din 1980.

## Biografie
Este profesor de educație fizică, absolvent al Institutului de Cultură Fizică din București, promoția 1980 și ofițer la Ministerul de Interne. A fost legitimat la Clubul Dinamo, unde a debutat în 1963 și cu care a cucerit 10 titluri de campion național. 
Cu echipa națională a participat la 6 competiții internaționale oficiale:
- Jocurile Olimpice de vară din 1976 și Jocurile Olimpice de vară din 1980;
- Campionatul Mondial din 1975 și Campionatul Mondial din 1978;
- Campionatul European din 1974 și Campionatul European din 1977.

A contribuit la realizarea celor mai bune performanțe ale polo-ului românesc – locul IV la Olimpiada de la Montreal (1976) și locul V la Campionatul Mondial de la Cali (1975). 
A făcut parte din echipa care, în 1977, la Jocurile Mondiale Universitare a cucerit medalia de aur și titlul de campioană universitară. A susținut 227 de jocuri cu echipa națională, marcând 155 de goluri, performanță cu care ocupă locul VIII în ierarhia celor mai buni jucători din țara noastră.
Din 1990, îndeplinește funcția de șef al secției de polo la Clubul Dinamo, care sub îndrumarea sa a devenit cea mai puternică din țară – până în 2000 a câștigat 4 titluri. Este maestru al sportului și maestru emerit al sportului. Este membru al Biroului Federației Române de Polo. Prin Decret Prezidențial, în anul 2000 i s-a conferit Medalia națională Pentru Merit clasa a II-a.

## Distincții
- Ordinul „Meritul Sportiv” clasa a III-a (18 august 1976) „pentru rezultatele deosebite obținute la Jocurile olimpice de vară de la Montreal – 1976, precum și pentru contribuția adusă la dezvoltarea activității sportive și la creșterea prestigiului sportului românesc pe plan internațional”[4]

## Legături externe
- Materiale media legate de Adrian Nastasiu la Wikimedia Commons
- en Adrian Nastasiu la Olympedia.org